# PRIDE Critical Countdown Absolute
PRIDE Critical Countdown Absolute je bila manifestacija borbi mješovitih borilačkih vještina organizirana od strane PRIDE Fighting Championships organizacije. Događaj se održao 1. srpnja 2006. godine u Saitama Super Areni u Saitami, Japan.
Ova manifestacija je sadržavala drugi krug PRIDE 2006 Grand Prixja.
Turnir je počeo 5. svibnja 2006. godine na Total Elimination Absolute manifestaciji, te se je završio na PRIDE Final Conflict Absolute manifestaciji.

## Borbe
| Stadij turnira    | Pobjednik                | Poraženi           | Razlog pobjede                                     | Runda/vrijeme |
| ----------------- | ------------------------ | ------------------ | -------------------------------------------------- | ------------- |
| Neturnirska borba | Pawel Nastula            | Edson Drago        | Predaja (Poluga na ruci)                           | 1/4:33        |
| Neturnirska borba | Yoshihiro Nakao          | Eun Su Lee         | Tehnički nokaut (Nateklo oko)                      | 1/4:16        |
| Neturnirska borba | Vitor Belfort            | Yoshiki Takahashi  | Nokaut                                             | 1/0:36        |
| Neturnirska borba | Antonio Rogerio Nogueira | Alistair Overeem   | Tehnički nokaut (Tehnički nokaut (Predaja iz kuta) | 2/2:13        |
| Neturnirska borba | Kazuhiro Nakamura        | Evangelista Santos | Predaja (Gušenje)                                  | 1/4:49        |
| 2. krug           | Antonio Rodrigo Nogueira | Fabricio Werdum    | Odluka sudaca (Jednoglasna)                        | 3/5:00        |
| 2. krug           | Wanderlei Silva          | Kazuyuki Fujita    | Tehnički nokaut (Udarci)                           | 1/9:21        |
| 2. krug           | Josh Barnett             | Mark Hunt          | Predaja (Poluga na ruci)                           | 1/2:02        |
| 2. krug           | Mirko Filipović          | Hidehiko Yoshida   | Predaja (Udarci nogom u nogu)                      | 1/7:38        |

## Vanjske poveznice
PRIDE FC  Arhivirana inačica izvorne stranice od 11. lipnja 2007. (Wayback Machine)